# Шиминерский
 Шиминерский  — опустевший починок в Шабалинском районе Кировской области. Входит в состав Высокораменского сельского поселения.

## География
Расположен на расстоянии примерно 36 км по прямой на юг-юго-запад от райцентра посёлка Ленинского.

## История
Известен с 1939 года, в 1950 12 хозяйств и 52 жителя, в 1989 уже не было жителей. Работал колхоз «Шиминерский».

## Население
Постоянное население не было учтено как в 2002 году, так и в 2010.